# Crespo (khu tự quản)
Crespo là một khu tự quản thuộc bang Lara, Venezuela. Thủ phủ của khu tự quản Crespo đóng tại Duaca. Khự tự quản Crespo có diện tích 776 km2, dân số theo điều tra dân số ngày 21 tháng 10 năm 2001 là 42432 người.